# Nukhayb

Nukhayb (en arabe : النخيب) est une ville située dans la province d'Al-Anbar en Irak.
Nukhayb est située sur un croisement routier important dans la région. Certaines routes descendent au sud vers l'Arabie saoudite, une route s'oriente au nord-ouest pour aboutir sur la route qui fait le lien entre Ramadi et la Jordanie, et une route s'oriente vers le nord-est en direction de Karbala. Nukhayb est la dernière ville irakienne avant d'arriver en Arabie saoudite pour les pèlerins qui vont effectuer leur pèlerinage à La Mecque.